# یواس‌اس آلدن (دی‌دی-۲۱۱)
یواس‌اس آلدن (دی‌دی-۲۱۱) (به انگلیسی: USS Alden (DD-211)) یک کشتی بود که طول آن ۳۱۴ فوت ۵ اینچ (۹۵٫۸۳ متر) بود. این کشتی در سال ۱۹۱۹ ساخته شد.